# Wilhelm Vogel (Journalist)
Wilhelm Vogel (* 1885 in Berlin; † 29. August 1939 in Berlin) war ein deutscher Wirtschaftsjournalist.

## Leben
Seine Ehefrau war Margarete Vogel geborene Karmeinsky (* 1897). Sie hatten zwei Kinder, Rolf Vogel (* 1921) und Ursula (* 1925, später verheiratete Schwarzenberg). Sie wohnten ab 1925 in einem Südost-Vorort Berlins, in Königs Wusterhausen – Neue Mühle in der heutigen Birkenallee 8/9. Dort hatte Vogel ein Grundstück gekauft und ein Haus gebaut.
Vogel diente im Ersten Weltkrieg als Soldat. Bereits zu Kriegsbeginn geriet er an der Ostfront in russische Kriegsgefangenschaft. Er blieb sechs Jahre lang in einem Lager in Sibirien. Nach seiner Rückkehr erzählte er seinem Freund, dem etwa gleichaltrigen Schriftsteller Ehm Welk, von seinen Erlebnissen und wie er und seine Mitgefangenen mit Gottvertrauen und Humor ihr Schicksal trugen. Welk verarbeitete dies in seinem Roman Der hohe Befehl: Opfergang und Bekenntnis des Werner Voss über deutsche Kriegsgefangene in Russland, nahm Vogel als Vorbild für seinen Protagonisten Werner Voss und widmete Vogel das Buch („dem ehemaligen sibirischen Kriegsgefangenen Wilhelm Vogel. Tausende seiner Kameraden wissen, warum.“).
1925 wurde Vogel an der Universität Halle mit einer staatswissenschaftlichen Dissertation über die staatlichen Industriekombinate der Sowjetunion in Wladimir Lenins Neue Ökonomische Politik promoviert.
Margarete Vogel war Jüdin. Ihre Ehe galt unter den Nürnberger Gesetzen in der Zeit des Nationalsozialismus als „Mischehe“, ihre Kinder als „Mischlinge I. Grades“. Wilhelm Vogel wurde wie viele nichtjüdische Ehepartner zur Scheidung gedrängt, doch er weigerte sich. Zwar wurden „privilegierte Mischehen“ vorübergehend geringerer Verfolgung ausgesetzt. Doch der Diskriminierung und Diffamierung war in dem kleinen Wohnort nicht zu entgehen. Die Familie gab das Haus auf und zog 1935 nach Berlin, um in der Anonymität der Großstadt friedlicher leben zu können. Wilhelm Vogel starb vier Jahre später in Berlin. Nach seinem Tod wurde die Gefahr der Deportation für seine Ehefrau Margarete immer größer. Sie wurde 1944 in das Konzentrationslager Theresienstadt verschleppt und dort 1945 befreit. Ihr Sohn Rolf wurde 1944 als Sonderdienstverpflichteter in ein Mischlingslager der OT in Wolfenbüttel verschleppt. Rolf und seine Schwester Ursula überlebten in Berlin.

## Journalismus
Vogel war lange ein enger Mitarbeiter des Verlegers, Publizisten, Nationalökonomen und Wirtschaftsstatistikers Richard Calwer, später auch seines Sohnes Hans Calwer. Vor dem Ersten Weltkrieg war Vogel Chefredakteur der von Richard Calwer herausgegebenen Zeitungskorrespondenzen Wirtschaftliche Korrespondenz (gegründet 1902), Arbeitsmarkt-Korrespondenz (gegründet 1907), Wirtschaftsstatistische Monatsberichte (gegründet 1907) und Wirtschaftliche Tagesberichte sowie Chefredakteur, später auch Herausgeber der 1909 von Richard Calwer gegründeten Zeitschrift Die Konjunktur – Wochenschrift für Kapital und Arbeit. Die Zeitschrift wurde 1909 begründet von Richard Calwer und erschien bis 1923 im Verlag für Sprach- und Handelswissenschaft S. Simon, Berlin.
1913 veröffentlichte er im Berliner Verlag für Sprach- und Handelswissenschaft S. Simon das für ein Laienpublikum geschriebene Sachbuch Konjunkturkunde: wissenschaftliche Beobachtung des Wirtschaftslebens für die geschäftliche Praxis. Im Juni 1914 publizierte er im selben Verlag das Sachbuch Der Handelsteil der Tagespresse, das als Einführung für Zeitungsleser gedacht war. Es war eines der ersten Bücher dieses Themas, der im 20. Jahrhundert viele folgten. 1922 bearbeitete er für den Verlag Simon als Herausgeber eine Neuausgabe des berufspraktischen Sachbuchs Die Weltbildung des Kaufmanns (erstmals erschienen 1879) des Berliner Ökonomen Jonas Minoprio.
Um 1921 schrieb Vogel für die Berliner Börsen-Zeitung. Von 1921 bis Ende 1924 war er Leiter des Handelsteils einer Korrespondenz, die Hugenbergs Telegraphen-Union von Rudolf Dammert gekauft hatte. Als die TU das Personal ihrer zugekauften Korrespondenzdienste zu einem Rechtsschwenk zwang, schied Vogel mit anderen Redakteuren unter Protest aus. Dies kam durch den Vorwärts an die Öffentlichkeit. Gegenüber dem Journalistenverbandsorgan Deutsche Presse erklärte Vogel: „Der Grund meines Ausscheidens ist darin zu suchen, dass nach meiner Auffassung seit dem Frühjahr 1924 eine einseitige Rechtsorientierung der TU eingesetzt hat“, das sei für ihn „und andere klarsehende Herren gar nicht zweifelhaft“. Seine Kollegen Otto Ernst Hesse, Leiter des Feuilletons, und Josef Räuscher, Chefredakteur der politisch neutral gehaltenen, für die Generalanzeigerpresse gedachten Ausgabe „B“ des Berliner Dienstes, äußerten sich ähnlich.
Mit Räuscher wurde er im Sommer 1925 Redakteur beim Reichsdienst der deutschen Presse der Deutsche Nachrichten⸗ und Korrespondenzgesellschaft mbH in Berlin, einer vom früheren Reichspressechef Carl Spiecker gerade gegründeten Agentur für die Provinzpresse. Nachdem Räuscher, von Juli bis November 1925 Chefredakteur Politik und Feuilleton, nach politischen Meinungsverschiedenheiten wieder ausgeschieden war, wurde Vogel Chefredakteur, im März 1926 Ko-Geschäftsführer neben Iris Albrecht. Wie lange er beim Reichsdienst blieb, ist nicht bekannt.
Vogel war noch 1933 verantwortlicher Redakteur der Korrespondenz Politische Briefe des Büro Richard Calwer, die dessen Sohn Hans Calwer herausgab. Das „Büro Richard Calwer“, der verkürzte Name der früheren Firma „Wirtschaftsstatistisches Bureau Richard Calwer“, hatte den Sitz in Berlin-Wannsee. Über Vogels journalistische Tätigkeit nach 1933 liegen keine Informationen vor.

## Erinnerung an die NS-Verfolgung

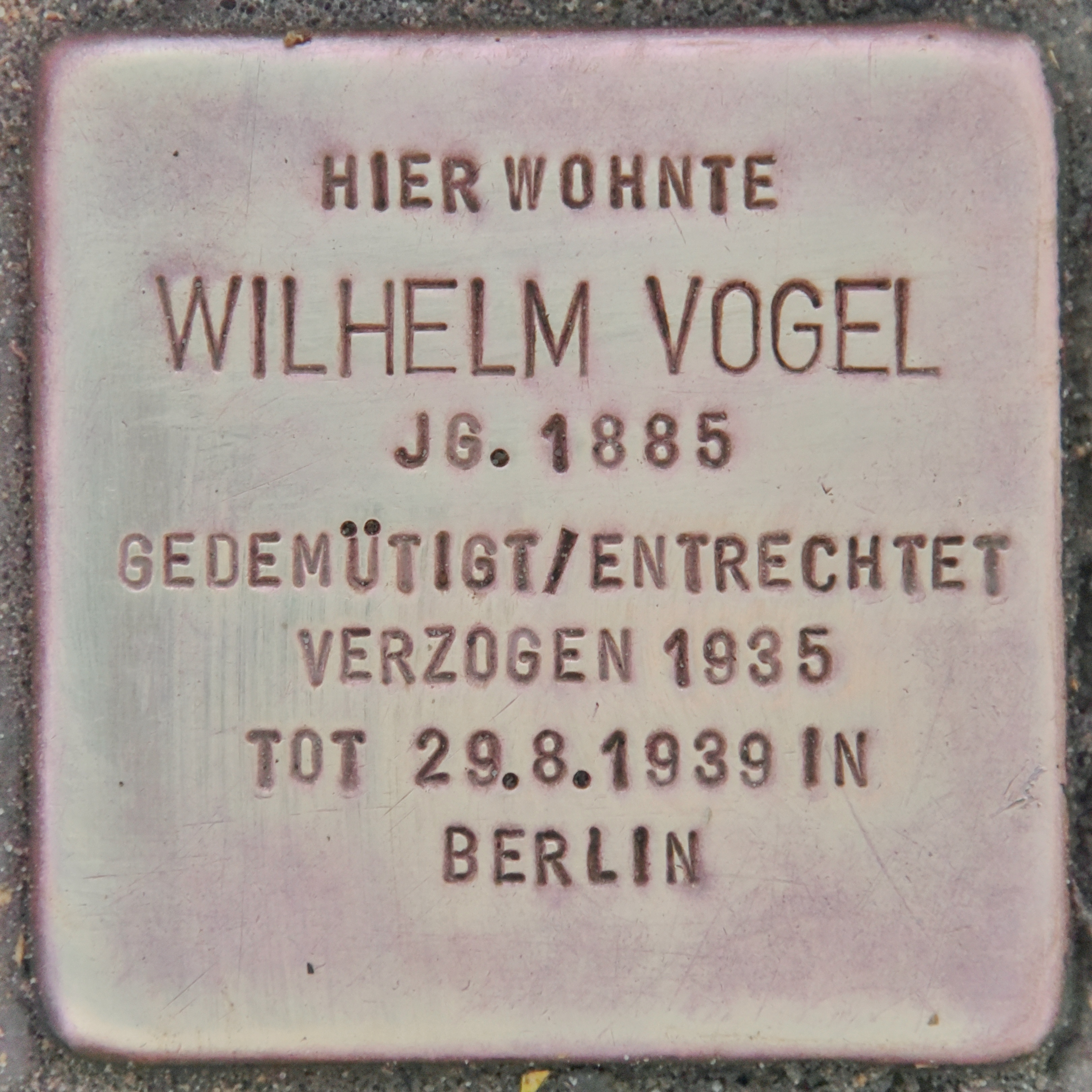
Die Inschrift des Stolpersteins für Wilhelm Vogel lautet: „Hier wohnte Wilhelm Vogel Jg. 1885 Gedemütigt/entrechtet Verzogen 1935 Tot 29.8.1939 in Berlin“. Gelegt 2007 vor dem Haus Birkenallee 8/9, Königs Wusterhausen Neue Mühle.

2007 wurden in Anwesenheit von Wilhelm Vogels Enkel Martin vier Stolpersteine für Wilhelm, Margarete, Rolf und Ursula Vogel vor dem Haus Birkenallee 8/9 in Königs-Wusterhausen–Neue Mühle in den Gehweg eingelassen. Die Inschrift des Stolpersteins für Wilhelm Vogel lautet: „Hier wohnte Wilhelm Vogel –  Jg. 1885 – Gedemütigt / entrechtet – Verzogen 1935 – Tot 29.8.1939 in Berlin“.

## Schriften (Auswahl)
- Konjunkturkunde: wissenschaftliche Beobachtung des Wirtschaftslebens für die geschäftliche Praxis. Verlag für Sprach- und Handelswissenschaft S. Simon, Berlin 1913 Inhaltsverzeichnis bei DNB
- Der Handelsteil der Tagespresse. F. Siemenroth, Berlin 1914
- Die Organisation der sowjetrussischen Staatsindustrie unter der neuen Wirtschaftspolitik (Sowjetrussische Staatstruste). Staatswissenschaftliche Dissertation, Hochschulschrift, Universität Halle 1925
- (Hrsg./Bearb.) Jonas Minoprio. Die Weltbildung des Kaufmanns. Anregende Betrachtungen über Wege und Ziele im praktischen Berufe und öffentlichen Leben. 3., völlig neu bearbeitete Auflage. Verlag für Sprach- und Handelswissenschaft S. Simon, Berlin 1922